# The Blue Fox

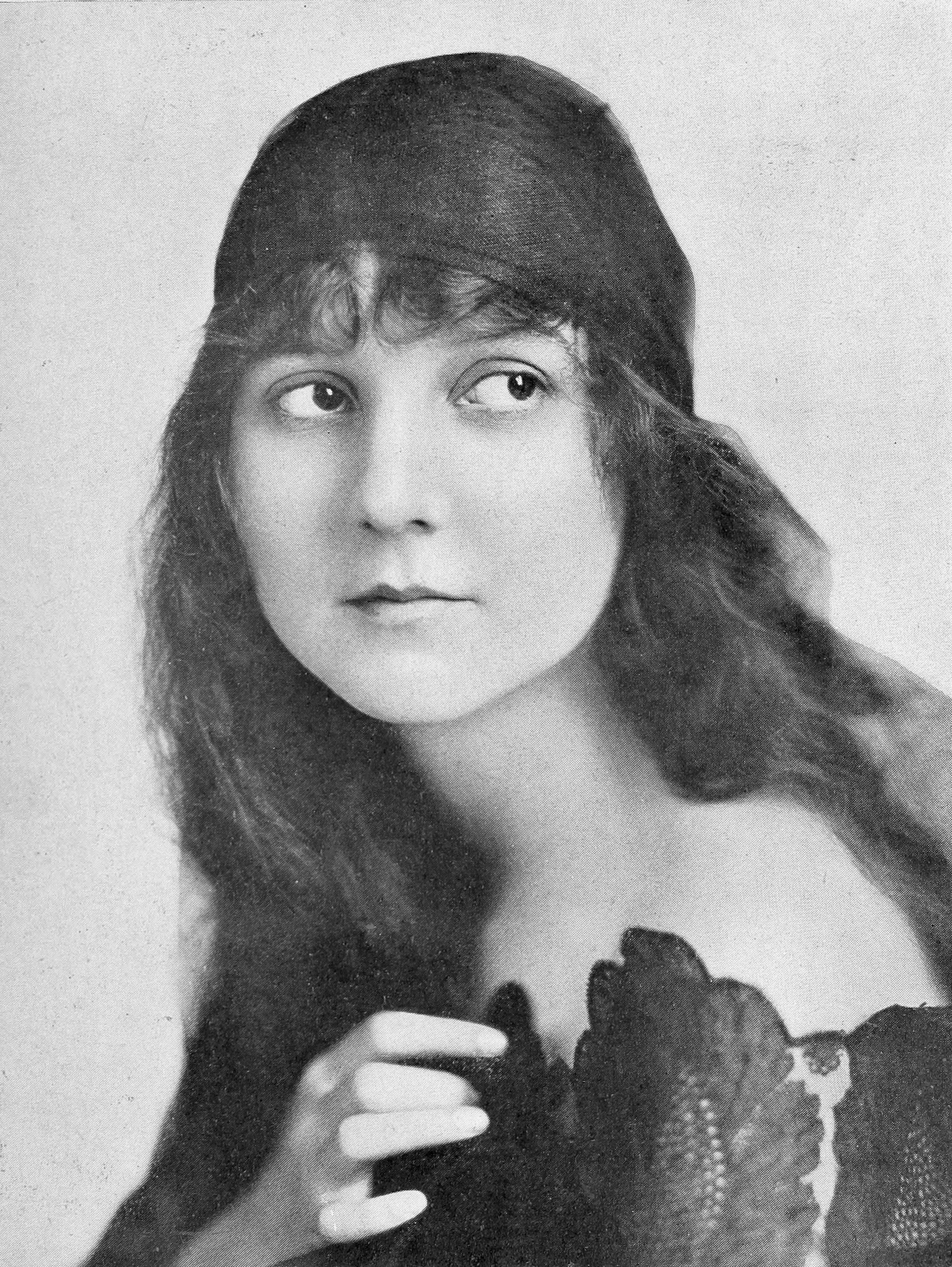
Ann Little, que interpreta a esquimó Ann Calvin no seriado.

The Blue Fox é um seriado estadunidense de 1921, gênero aventura, dirigido por Duke Worne, em 15 capítulos, estrelado por Ann Little e J. Morris Foster. Produzido e distribuído pela Arrow Film Corporation, veiculou nos cinemas estadunidenses entre 9 de maio e 15 de agosto de 1921.
Existe uma cópia incompleta deste seriado na UCLA Film and Television Archive.

## Sinopse
A filha de um homem branco com uma mulher esquimó é levada para os Estados Unidos depois que seu pai é assassinado por membros da tribo que tinham ciúmes por ele ser casado com uma esquimó. Quando a filha cresce e se torna adulta, volta para sua aldeia, determinada a encontrar e punir as pessoas que mataram seu pai.

## Elenco
- Ann Little - Ann Calvin
- J. Morris Foster - John Densmore
- Joseph W. Girard - Hawk Baxter
- Charles Mason - Robert Winslow
- William LaRock - Tarka
- Lon Seefield
- Fred L. Wilson
- Hope Loring

## Capítulos
1. Message of Hate
2. Menace from the Sky
3. Mysterious Prisoner
4. A Perilous Ride
5. A Woman's Wit
6. A Night of Terror
7. Washed Ashore
8. A Perilous Leap
9. Lost Identity
10. In Close Pursuit
11. The Wilds of Alaska
12. The Camp of the Charkas
13. The Secret Skull
14. The Desert Island
15. Home and Happiness

Fonte: